# Kraftquellenwagen (Vwf. 3)
Der Kraftquellenwagen (Vwf. 3) diente als Sonderfahrzeug bei den bespannten Feldbäckereien bei der Wehrmacht als mobiler Stromerzeuger für den Teigknetwagen und Backofenwagen.

## Entwicklung
Um bei den bespannten Bäckerei-Kompanien Strom für die Teigknetwagen und Backofenwagen zur Verfügung stellen zu können, musste eine mobile Kraftquelle mitgeführt werden. Dazu nahm man den Vorder- und Hinterwagen des Teigknetwagen und setzte auf dem Hinterwagen einen Generator ein. Dadurch konnten die Bäckerei-Kompanien standortunabhängig ihre Zelte aufschlagen und Brot backen.

## Technische Beschreibung

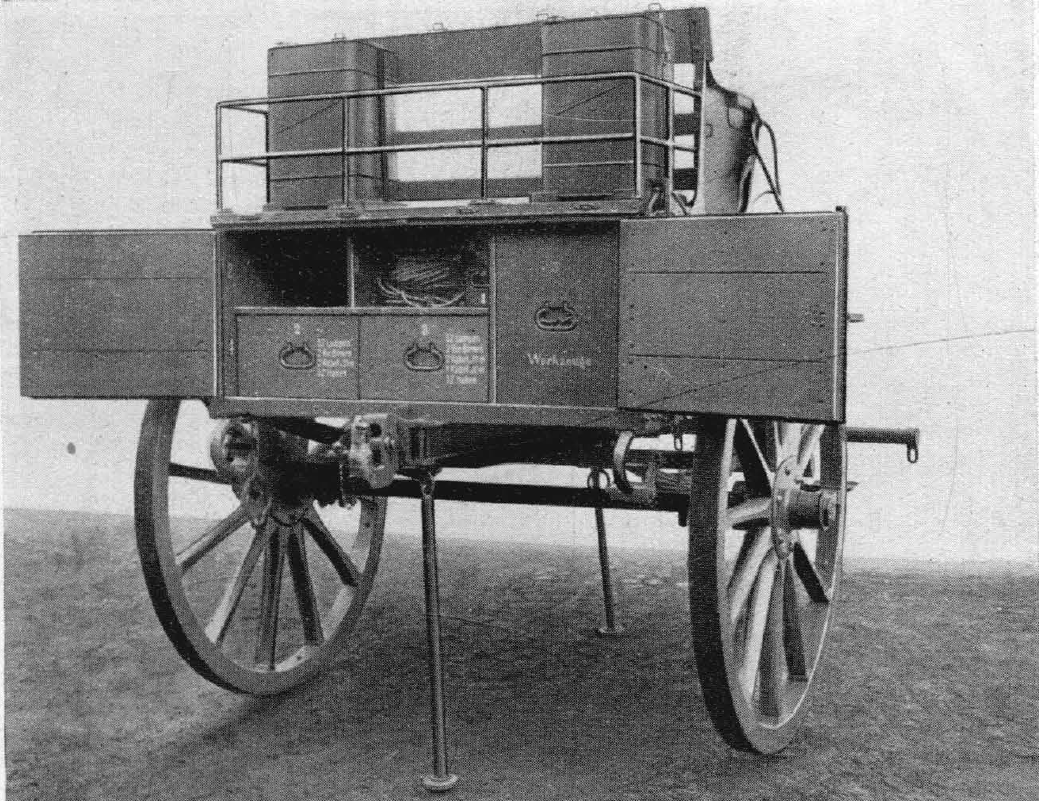
Der Vorderwagen des Kraftquellenwagen

Der Kraftquellenwagen (Vwf. 3) (Vwf steht für Verwaltungsfahrzeug), war ein pferdebespanntes Protzfahrzeug, welches zwei- oder vierspännig gefahren werden konnte. Der Vorderwagen entsprach von den Abmessungen dem des Teigknetwagens. Jedoch war die Beladung eine andere. So fand man dort zum Beispiel zwei 20-Liter-Kraftstoffkanister oder auch Werkzeuge und Zubehör für den Generator.

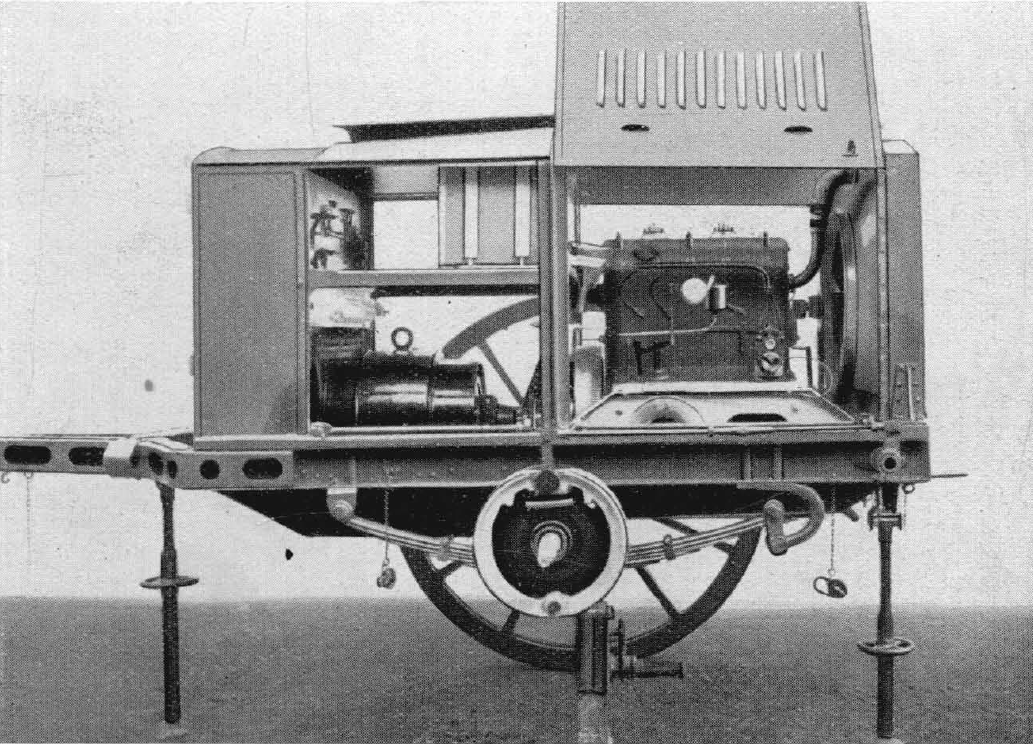
Der Hinterwagen mit Generator

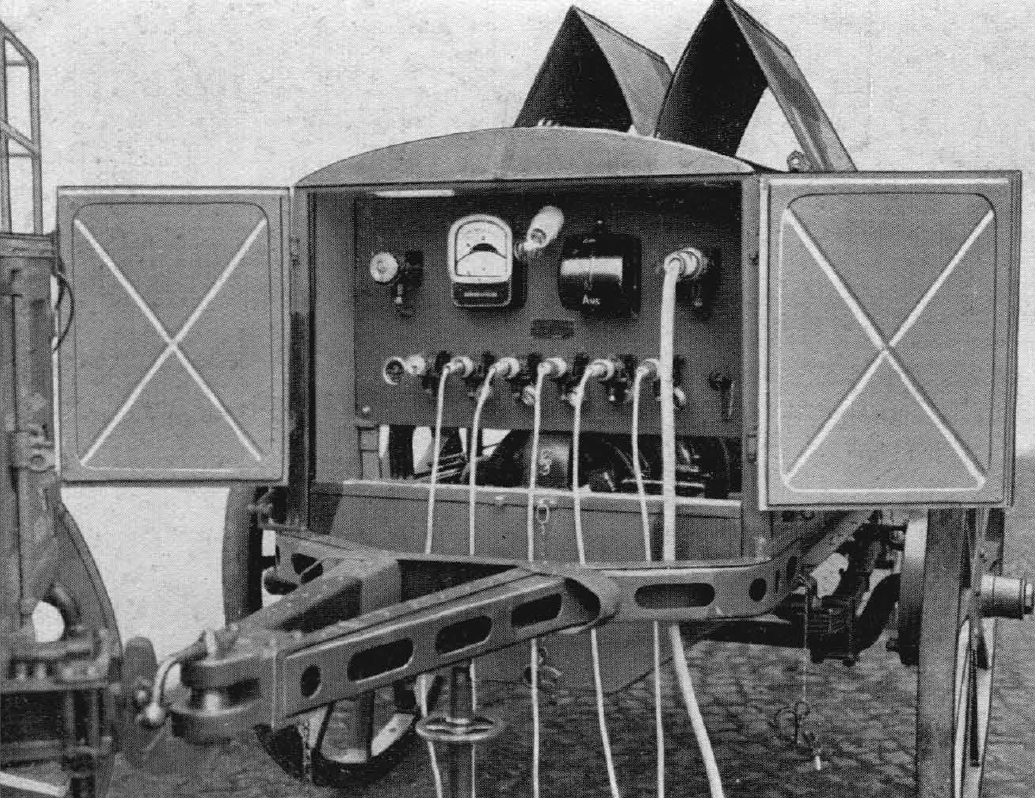
Die Schaltanlage an der Vorderseite des Hinterwagens

Der Hinterwagen bestand aus dem Fahrgestell und dem Aufbau. Auch hier entsprach das Fahrgestell dem des Teigknetwagens, allerdings unterschieden sich hier die Abmessungen ein wenig. Die Achse war anders gekröpft, aber Zubehör und Ersatzteile waren die Gleichen. Statt einer Apparatur zum Teigkneten befand sich auf dem Hinterwagen ein Maschinensatz mit 220 Volt Gleichstrom. Dieser 6,5-kW-Maschinensatz bestand aus dem Antriebsmotor, dem Stromerzeuger, der Schaltanlage und dem Schutzgehäuse. Der Antriebsmotor war ein wassergekühlter Vierzylinder-Ottomotor mit einer Leistung von 13 PS und war im Fahrgestell fest eingebaut. Bei Volllast lag der Kraftstoffverbrauch bei 4 Litern die Stunde. Im Motor selber gab es einen Kraftstoffbehälter mit einem Fassungsvermögen von 75 Litern. Die Schaltanlage für den Motor war an der Vorderseite des Hinterwagens angebracht. Um den Motor gegen die Witterung zu schützen, war über diesem ein Schutzgehäuse angebracht. Dieses bestand aus Stahlblech und hatte zwei linke und zwei rechte Seitenwände sowie eine Vorder- und Rückwand und ein Dach. Die Seitenwände mussten vor dem Betrieb geöffnet werden.

## Produktion
| Firma                                             | Ort        |
| ------------------------------------------------- | ---------- |
| Maschinenfabriken und Ofenbau Werner & Pfleiderer | Stuttgart  |
| Sparherdfabrik A. Senking                         | Hildesheim |
| Siemens & Halske (Motor)                          | Berlin     |

## Einsatz
Bei Dauerbetrieb und Volllast konnte der Kraftquellenwagen mit allem zusätzlichen Material und Zubehör 44–48 Stunden durchhalten. Genutzt wurde dieser in den Bäckerei-Kompanien für die Teigknetwagen und den Beleuchtungssätzen bei den Backofenwagen und Bäckereizelten. Dabei konnten der Maschinensatz und der Teigknetwagen maximal 30 m voneinander getrennt stehen, da das Stromkabel nicht länger war. Die Zelte konnten jedoch weiter entfernt aufgestellt werden, da hier bis zu 900 m Kabel in verschiedenen Längen zur Verfügung standen. Genutzt wurde der Kraftquellenwagen bei bespannten Bäckereikompanien a gemäß dem Kriegsstärkenachweis (KStN) Nummer 1271 vom 1. Februar 1941.